# Obglavljenje Janeza Krstnika (Caravaggio)
 Obglavljenje Janeza Krstnika je oljna slika italijanskega umetnika Caravaggia. Andrea Pomella v filmu Caravaggio: Umetnik skozi podobe (2005) pravi, da je delo Caravaggiova mojstrovina in tudi »eno najpomembnejših del zahodnega slikarstva«. Jonathan Jones je opisal  Obglavljenje Janeza Krstnika kot eno izmed desetih največjih umetniških del vseh časov: »Ta mojstrovina razkriva smrt in človeško krutost, saj njen obseg in senca strašita in obvladata um.« 

## Kompozicija
Slika v olju na platnu je velika 3,7 m x 5,2 m, vidne pa so živo rdeče in toplo rumene barve, ki so v baročnem obdobju značilne za uporabo chiaroscúro. Slika prikazuje usmrtitev Janeza Krstnika, medtem ko služabnica v bližini stoji z zlatim pladnjem, da sprejme njegovo glavo. Druga ženska, ki je bila prepoznana kot Herodijada ali zgolj opazovalka, ki se zaveda, da je usmrtitev napačna, stoji v šoku, medtem ko je ječar izdal navodila in krvnik potegnil svoje bodalo, da konča sekanje glave. Prizor, priljubljen pri italijanskih umetnikih nasploh in pri samem Caravaggiu, ni neposredno navdihnjen z Biblijo, temveč z zgodbo, kot je navedena v Zlati legendi ((latinsko: Legenda aurea ali Legenda sanctorum) je zbirka hagiografij Jacobusa de Varaginea, ki so jo v pozno srednjeveški Evropi pogosto brali.)
To je edino delo Caravaggia, ki nosi umetnikov podpis, ki ga je dal z rdečo krvjo, ki se je razlila iz Janezovega prerezanega vratu. Na sliki je precej praznega prostora, a ker je platno precej veliko, so figure približno v naravni velikosti.
Caravaggio je ozadje svojega dela črpal iz svojih spominov na čas v zaporu malteških vitezov. Značilno za njegove poznejše slike je, da je število rekvizitov in podrobnosti uporabljenih rekvizitov minimalno.

## Zgodovina
Slika je bila dokončana leta 1608 na Malti in je bila naročena s strani malteških vitezov kot oltarna slika ; bila je največja oltarna slika, ki bi jo Caravaggio kdaj koli naslikal. Še vedno visi v  sostolnici sv. Janeza, za katero je bila naročena in kjer je bil Caravaggio sam uveden in na kratko služil kot vitez.  Caravaggiova služba Redu je bila kratka in težavna, saj je bil kmalu ubežnik pred pravico, ker je pobegnil v zaporu zaradi nezabeleženega kaznivega dejanja. Ko je Caravaggio v šestih mesecih po uvedbi v odsotnosti odstopil kot "prekršek in pokvarjen član", je slovesnost potekala v Oratoriju pred to sliko.
Caravaggio je naredil več del, ki so prikazovali trenutke po tukaj upodobljenem dogodku. Eno od teh je na ogled v londonski Narodni galeriji; drugo pa v kraljevi palači v Madridu. Verjame se, da je morda ena izmed njih podoba, ki naj bi jo Caravaggio poslal, da bi pomiril Alofa de Wignacourtta, velikega mojstra vitezov, ki so izgnali Caravaggia, vendar to zagotovo ni znano.
Obglavljenje Janeza Krstnika je bilo močno poškodovano , čeprav je bilo v 1950-ih deležno nekaj  restavriranja pred opazno razstavo v Rimu v letih 1955–56, ki je pritegnila veliko pozornosti. Med obnovo je podpis Caravaggia v krvi postal viden sodobnim gledalcem. Podpis je stvar nekega spora. Delo je podpisano f. Michelang.o (f, ki v redu označuje njegovo bratstvo), vendar se v javnosti trdi, da je Caravaggio podpisal »Jaz, Caravaggio, sem to naredil« v priznanju nekega zločina - morda povezanega s smrtjo Ranuccia Tomassonija leta 1606 od Caravaggiove roke, zaradi česar je slikar pobegnil iz Rima 